# Јоро
Јоро (養老) је име јапанске историјске ере у Нара периоду. Именована је пре Џинки и после Реики ере, a обухватала је период од новембра 717. до фебруара 724. Владајући монарх била је царица Геншо.

## Легенда о настанку имена ере
Настанак имена ере може се наћи у причи „Извор који штити старе“. Један сиромашан човек из покрајине Мино, сакупљао је дрва како би могао да издржава свог старог оца. Отац је непрестано тражио вино а син је због те потребе често одлазио са тиквом за појасом како би му исто купио. Док је једног дана секао дрва у планинама, оклизнуо се на маховином обраслој стени и пао лицем на земљу. Придигавши се угледао је извор који је извирао из стене и воду боје вина. Након што је отпио гутаљ и потврдио да из стене извире вино, сваког дана је долазио по њега на одушевљење његовог оца.
Вест о том извору стиже и до царице Геншо која, деветог месеца 717. године лично дође да се увери у то чудо. На крају је дошла до закључка да су богови неба и земље сигурно увидели савршену посвећеност тог човека своме оцу и створили извор као награду за њега.
Човек је именован новим гувернером Миноа а извор је добио име „Јоро“ (извор који штити старе) које добија и нова ера.

## Важнији догађаји Јоро ере
- 717. (Јоро 1, трећи месец): Исо ками Маро, дворски садаиџин, умире у 78. години.[4]
- 717. (Јоро 1, девети месец): Царица Геншо, путујући кроз провинцију Оми, сусреће се са феудалним господарима области Саниндом, Санјодо и Нанкаида. Њој у част организован је пријем где је забављана певањем и играњем. Одатле се запутила у провинцију Мино где су јој господари Токаида, Тосандоа и Хокурукуда пружили исто гостопримство.[5]
- 718. (Јоро 2): Издати су ревизија и коментари Таихо кодекса а унете измене остале су познате као „Јоро кодекс“ (Јоро рицурјо -養老律令).[6]
- 721. (Јоро 5, пети месец): Комплетиран је Нихон шоки у тридесет томова и представљен царици.[7]
- 721. (Јоро 5, пети месец): Фуџивара Фухито, царев удаиџин, умире у 62. години живота.[8]
- 721. (Јоро 5, пети месец): Бивша царица Генмеј умире у својој 61 години живота.[8]